# Shergar
Shergar, né en 1978, est un cheval de course pur-sang anglais appartenant à l'Aga Khan. Champion sur les pistes, il est célèbre au-delà du monde des courses pour avoir été enlevé et peut-être assassiné en 1983.

## Carrière de courses

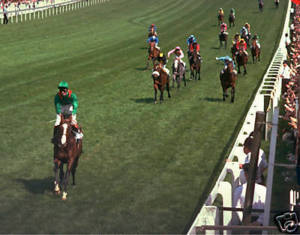
Arrivée du Derby d'Epsom 1981

Né des œuvres de Great Nephew et de Sharmeen, par Val de Loir, cet élève de Sir Michael Stoute courut à deux reprises à 2 ans, pour une victoire et un premier accessit dans les Futurity Stakes, classé groupe 1 à l'époque. En 1981, il effectue sa rentrée dans un Groupe 3 à Sandown, le Classic Trial, épreuve préparatoire au Derby d'Epsom. Il fit ce jour-là une énorme impression, gagnant par 10 longueurs et se trouvant aussitôt installé favori du Derby. Après une autre démonstration dans le Chester Vase, remporté par 12 longueurs, Shergar réalise l’une des performances les plus mémorables du Derby. Sous la monte du jeune Walter Swinburn (19 ans), qui participe pour la première fois à l’épreuve reine, il s’y impose par la bagatelle de 10 longueurs, soit le plus grand écart jamais observé dans cette course vieille de plus de deux siècles. Cet exploit fut cité parmi les 100 plus grands moments de sports recensés par le magazine britannique The Observer.
N’ayant pas d’adversaire à sa mesure, Shergar enchaîne par une autre victoire ridicule de facilité dans l’Irish Derby. Le propriétaire du phénomène décide alors de le syndiquer en 40 parts, dont 34 sont vendues à 250 000 £ l’unité, ce qui élève la valeur du futur étalon à 10 millions de livres, un record à l’époque. Imperturbable, le poulain continue sa route, et s’adjuge les King George VI and Queen Elizabeth Diamond Stakes par quatre longueurs, devant ses aînées. Il semble évoluer sur une autre planète, mais doit revenir sur terre à l’occasion du St. Leger, dont il termine inexplicablement à la 4e place, derrière des poulains qu’il avait écrasés quelques semaines auparavant. Sur cet échec dont tout le monde s’est échiné à déterminer la cause, Shergar se retire de la compétition, après huit courses dont six victoires, £ 436 000 de gains et le titre de Cheval de l'année en Europe. Timeform lui accorde logiquement un rating exceptionnel : 140, soit l’un des dix plus élevés de l’histoire.

### Résumé de carrière
| Date         | Hippodrome  | Pays        | Course                               | Statut      | Distance    | Jockey      | Place       | Écart       | Vainqueur ou deuxième |
| 1980, 2 ans  | 1980, 2 ans | 1980, 2 ans | 1980, 2 ans                          | 1980, 2 ans | 1980, 2 ans | 1980, 2 ans | 1980, 2 ans | 1980, 2 ans | 1980, 2 ans           |
| ------------ | ----------- | ----------- | ------------------------------------ | ----------- | ----------- | ----------- | ----------- | ----------- | --------------------- |
| 19 septembre | Newbury     | Royaume-Uni | Kris Plate                           |             | 1 600 m     | L. Piggott  | 1er / 23    | 2 ½         | Chief Sparkler        |
| 25 octobre   | Doncaster   | Royaume-Uni | Futurity Stakes                      | Gr. 1       | 1 600 m     | L. Piggott  | 2e / 7      | 2 ½         | Beldale Flutter       |
| 1981, 3 ans  |             |             |                                      |             |             |             |             |             |                       |
| 25 avril     | Sandown     | Royaume-Uni | Classic Trial                        | Gr. 3       | 2 000 m     | W. Swinburn | 1er / 9     | 10          | Kirtling              |
| 5 mai        | Chester     | Royaume-Uni | Chester Vase                         | Gr. 3       | 2 400 m     | W. Swinburn | 1er / 10    | 12          | Sunley Builds         |
| 3 juin       | Epsom       | Royaume-Uni | Derby                                | Gr. 1       | 2 400 m     | W. Swinburn | 1er / 18    | 10          | Glint of Gold         |
| 27 juin      | Curragh     | Irlande     | Irish Derby                          | Gr. 1       | 2 400 m     | L. Piggott  | 1er / 12    | 4           | Cut Above             |
| 25 juillet   | Ascot       | Royaume-Uni | King George VI & Queen Elizabeth St. | Gr. 1       | 2 400 m     | W. Swinburn | 1er / 7     | 4           | Madam Gay             |
| 12 septembre | Doncaster   | Royaume-Uni | St. Leger                            | Gr. 1       | 2 900 m     | W. Swinburn | 4e / 7      |             | Cut Above             |

## Au haras
En 1981, Shergar est syndiqué sur la base de 10 millions de livres. Il est accueilli en superstar à Newbridge, en Irlande, où la ville organise une parade en son honneur. L’étalon s’installe au haras de Ballymany Stud, où ses services sont facturés entre 50 et 80 000 livres. De sa première année de monte, en 1982, naîtront 35 poulains et pouliches, dont Authaal, futur vainqueur du St. Leger, Maysoon, qui se classera 2e des 1000 Guinées et 3e des Oaks, ou encore Sherkraine (3e des Phoenix Stakes). Cette génération devra seule perpétuer le sang de Shergar, qui disparaît en 1983 à la faveur de circonstances tragiques.

## Origines
Shergar est né des œuvres de Great Nephew, l'un des meilleurs poulains de sa génération, qui remporta le Prix du Moulin de Longchamp et se classa 2e de plusieurs Groupe I (2000 Guinées, Eclipse Stakes, Lockinge Stakes, Prix Ganay, Prix du Moulin de Longchamp). Étalon de renom, tête de liste en Angleterre en 1975, il revendique un autre Derby-Winner (Grundy) et la championne canadienne Carotene. La mère de Shergar, si elle n'a pas brillé en pistes, a également donné le bon Shernazar (par Busted), vainqueur de groupe 2. Shergar appartient à la fameuse famille 9-c, via sa septième mère, l'immortelle Mumtaz Mahal.

### Pedigree
| Origines de Shergar (GB), mâle bai né en 1978 | Origines de Shergar (GB), mâle bai né en 1978 | Origines de Shergar (GB), mâle bai né en 1978 | Origines de Shergar (GB), mâle bai né en 1978 |
| --------------------------------------------- | --------------------------------------------- | --------------------------------------------- | --------------------------------------------- |
| Père Great Nephew                             | Honeyway                                      | Fairway                                       | Phalaris                                      |
| Père Great Nephew                             | Honeyway                                      | Fairway                                       | Scapa Flow                                    |
| Père Great Nephew                             | Honeyway                                      | Honey Buzzard                                 | Papyrus                                       |
| Père Great Nephew                             | Honeyway                                      | Honey Buzzard                                 | Lady Peregrine                                |
| Père Great Nephew                             | Sybil's Niece                                 | Admiral's Walk                                | Hyperion                                      |
| Père Great Nephew                             | Sybil's Niece                                 | Admiral's Walk                                | Tabaris                                       |
| Père Great Nephew                             | Sybil's Niece                                 | Sybil's Sister                                | Nearco                                        |
| Père Great Nephew                             | Sybil's Niece                                 | Sybil's Sister                                | Sister Sarah                                  |
| Mère Sharmeen                                 | Val de Loir                                   | Vieux Manoir                                  | Brantôme                                      |
| Mère Sharmeen                                 | Val de Loir                                   | Vieux Manoir                                  | Vielle Maison                                 |
| Mère Sharmeen                                 | Val de Loir                                   | Vali                                          | Sunny Boy                                     |
| Mère Sharmeen                                 | Val de Loir                                   | Vali                                          | Her Slipper                                   |
| Mère Sharmeen                                 | Nasreen                                       | Charlottesville                               | Prince Chevalier                              |
| Mère Sharmeen                                 | Nasreen                                       | Charlottesville                               | Noorani                                       |
| Mère Sharmeen                                 | Nasreen                                       | Ginetta                                       | Tulyar                                        |
| Mère Sharmeen                                 | Nasreen                                       | Ginetta                                       | Diableretta (famille 9-c)                     |

## L’affaire Shergar

### Les faits
Le matin du 8 février 1983, quelques semaines avant l’ouverture de la saison de monte, des hommes masqués et armés pénètrent dans le haras, et forcent le lad du champion, James Fitzgerald, à embarquer le cheval. Les ravisseurs s’enfuient et gardent brièvement Fitzgerald en otage avant de le relâcher à quelques kilomètres du haras. La disparition du champion fait les gros titres de la presse : « le cheval célèbre devenu cause célèbre » titre The Guardian. L’enquête est confiée au superintendant Jim « Spud » Murphy, dont les méthodes excentriques (il fit appel à des voyants et autres médiums) et le trilby qu’il portait en toute occasion lui valurent une immédiate célébrité.
L’enquête s’avère difficile, les ravisseurs ayant choisi d’opérer le jour où se tenaient les plus importantes ventes du pays, si bien que des vans sillonnaient toutes les routes de la région. Quelques revendications farfelues arrivèrent sur le bureau de la police, jusqu’à ce que les ravisseurs réels se manifestent et apprennent que Shergar avait une multitude de propriétaires. Les négociations s’engagèrent mal, les malfaiteurs ayant du mal à fournir la preuve que le cheval était en vie, tandis que les propriétaires clamaient leur refus de payer une rançon (qui s’élevait à deux millions de livres sterling), de peur d’encourager le rapt des chevaux de grande valeur.
Le dernier appel des ravisseurs eut lieu quatre jours après l’enlèvement, avant la rupture définitive des négociations. 
Les restes de Shergar n'ont jamais été retrouvés. En 2000, le crâne d'un cheval percé de deux balles fut retrouvé à 150 km de Ballymany. Mais divers tests montrèrent qu'il ne s'agissait pas du cadavre du prodige de l'Aga Khan. Cette absence de cadavre fut brandie par les assureurs comme la cause de leur refus de rembourser les propriétaires, arguant que rien ne prouvait la mort de Shergar.

### Les théories
Les ravisseurs de Shergar n’ont jamais été identifiés, ce mystère ouvrant la voie à de nombreuses théories et spéculations, même si la thèse de l’IRA semble de loin la plus solide.

#### L’IRA
La thèse communément admise est que Shergar a été enlevé par l’IRA, qui espérait s’acheter des armes avec l’argent ainsi récupéré. Sean O’Gallaghan, un ancien membre de l’organisation devenu informateur de la police, l’affirma en tout cas, précisant que Shergar avait été abattu quelques heures après le rapt : l’étalon était devenu incontrôlable, s’était blessé, et ses ravisseurs, inexpérimentés en matière de chevaux, auraient paniqué. O’Gallaghan déclara que ce rapt était la première action d’une unité spéciale de l’IRA fraîchement créée pour multiplier les enlèvements et alimenter financièrement l’organisation. Shergar valait une fortune, et son destin devait selon eux moins scandaliser l’opinion publique que celui d’un humain. Mais devant la difficulté de gérer un cheval, elle décida de s’attaquer à des cibles humaines, visant dès août 1983 le milliardaire canadien Galen Weston. L’opération tourna court, et plusieurs militants de l’IRA furent abattus par la police. 
Néanmoins, l’organisation n’a jamais revendiqué officiellement le meurtre de Shergar.

#### Autres théories
- la piste libyenne

Cette théorie s’appuie sur un lien supposé entre l’IRA et la Libye : le colonel Khadafi aurait commandité au groupe irlandais l’enlèvement de Shergar en échange d’armes. Il s’agissait pour le dirigeant libyen d’agresser directement l’Aga Khan, au nom du débat sur le leadership du monde musulman, Khadafi revendiquant ce statut au détriment des descendants directs de Mahomet, tel que l’Aga Khan est supposé l’être. 
- Wayne Murty

Wayne Murty acheta de nombreux chevaux à Marcel Boussac, avant que l’Aga Khan n’acquière l’ensemble de l’élevage français à la mort de celui-ci. Un conflit entre Murty et l’Aga Khan sur la propriété de chevaux est à l’origine de cette théorie voulant que Murty se soit vengé de l’Aga Khan en assassinant son plus beau joyau. 
- La mafia de La Nouvelle-Orléans

Certain attribuent l’assassinat de Shergar à un groupe mafieux du sud des États-Unis. Un courtier français, Jean-Michel Gambert, avait été délégué par les gangsters pour acheter Vayrann, un autre champion de l’Aga Khan. Mais l’intermédiaire garda l’argent destiné à l’acquisition. Il fut assassiné, tandis que les mafieux auraient voulu, en enlevant Shergar, récupérer leur mise.

### À propos de Shergar
- De nombreux ouvrages ont été écrits à propos de l’histoire de Shergar. En 1999, un film a été réalisé par Dennis Lewiston. Intitulé Shergar, il met en scène Ian Holm et Mickey Rourke[10].